# グレート☆無茶
グレート☆無茶（グレート☆むちゃ、1971年12月30日 - ）は、日本の覆面レスラー、政治家。長野県議会議員（1期）。元長野市議会議員（1期）。本名：竹内 敏之（たけうち としゆき）。

## 経歴
長野県上田高等学校から大東文化大学へ進学し、1991年4月、大東文化大学高坂コロシアムで開催された学生プロレスの「DWAバトルロイヤル」でデビュー。
大学卒業後、1度はプロレスから離れ、プルデンシャル生命保険に就職し営業所長を務めていたが、地元長野へ戻った際に「長野県を元気にしたい！」との思いから、自らの学生プロレスの経験を生かして長野県にプロレス団体を作ることを決意。1人で名刺を配るところから始めて2005年5月、信州プロレスリングを設立。
その後、運営に向けた準備などに2年を費やし、2007年5月5日、無茶の地元長野県上田市の上田創造館で信州プロレスリングの旗揚げ戦を開催。無茶は蟹K☆INGとのタッグで七味ハイル･シューマッハ（現：信州タイガーアロー）、オレガスター・大組と対戦してオレガスター・大からピンフォールを奪った。
2008年、「30時間プロレス」において蝶野正洋と対戦。足を取られた無茶は1度ギブアップと言いつつもその後逆転して3カウントを奪った。
2010年、自らの（学生プロレスから数えて）デビュー20周年と信州プロレス旗揚げ3周年を記念して「Re:2010 塩尻くみきやPresents グレート☆無茶の大冒険第1弾inBigHat」を開催。DJダーク★無茶（以下「DJ」）とのタッグで藤波辰爾、初代タイガーマスクと初対戦するも、DJが藤波の足4の字固めにギブアップして敗れた。また8月の「32時間プロレス」ではチャールズ今井とのタッグで大仁田厚、佐野直とも対戦している。
2011年には「RE:2011 グレート☆無茶の大冒険　第2弾」を開催。藤波辰爾、初代タイガーマスクに加え、長州力も参戦。DJと大日本プロレスのアブドーラ小林をパートナーに6人ダッグで対戦したが、敗れている。10月には長野県北部地震で大きな被害を受けた栄村で「アクアクララ北信州プレゼンツ！無茶フェスin栄村2011」を開催。大仁田厚とのタッグで矢口壹琅、イマイテルオ（信州プロレスリング所属）組と対戦。大仁田のイス攻撃のアシストからメキシカンローリングクラッチホールドで矢口からピンフォールを奪った。
2012年、「無茶フェス2012 in ビッグハット」で藤波、長州、初代タイガーと2度目の対戦を果たすも、長州のリキ・ラリアットに屈し、自らがピンフォールを奪われた。9月には「34時間プロレス」で大仁田とシングルマッチで対戦したが、敗れている。（当初、34時間プロレスには曙が参戦する予定であったが、直前の8月26日に行われた「ノーロープ有刺鉄線バリケードマットダブルヘル・メガトン電流爆破デスマッチ」の試合後に肺炎で入院して欠場。急きょ電流爆破マッチの対戦相手でもあった大仁田が参戦する形となった。また、34時間プロレスに参戦した日、大仁田はWWSの熊谷大会にも出場していた）
2013年9月の「無茶フェス2013 in 松本」で藤波、長州、初代タイガーと3度目の対戦。藤波のドラゴンスリーパーに敗れた。10月には「無茶フェス2013 in 栄村」において、藤波とシングルでは初となる対戦をするも、足4の字固めに敗れた。
2014年8月3日、「無茶フェス2014 in 佐久」において、高山善廣とタッグを組み、吉江豊、大鷲透組と対戦したが、吉江のボディ・プレスに敗れた。11月24日の「無茶フェス2014 in 伊那」では、この日1日限りの復帰となった仲野信市と新潟プロレスのシマ重野をパートナーに、藤波、初代タイガー、LEONAと6人タッグマッチで対戦するも、重野が藤波のドラゴンスリーパーにギブアップし、敗れた。
2015年5月5日、「無茶フェス2015 in 伊那」で富豪富豪夢路とのタッグで越中詩郎、青柳政司と対戦。越中のダイビングヒップアタックに敗れた。6月4日、ZERO1主催の超花火プロレスに参戦し、大仁田とのタッグで有刺鉄線電流爆破バットデスマッチに初挑戦。ダイビングエルボードロップでフレディクルーガーからピンフォールを奪った。8月15日には自身の地元・上田で「無茶フェス2015 in 上田」を開催し、船木誠勝、高山善廣、大鷲透とのタッグでヒロ斎藤、TARU、"brother"YASSHI、ブードゥーマスク組と対戦。ダイビングエルボードロップでブードゥーマスクから勝利した。
2016年5月5日、「旗揚げ9周年記念マッチ」で越中詩郎、ザ・グレート・カブキとタッグを結成し、富豪富豪夢路、マイケル・ウェーバー、ワンバン・ベロウズ組と対戦。ダイビングエルボードロップでワンバン・ベロウズから勝利。12月8日、ZERO1長野大会で大仁田と電流爆破バットデスマッチによるシングルマッチで対戦。だが、試合中にVOODOO-MURDERSが乱入したことにより、急遽大仁田とのタッグでTARU、ハートリー・ジャクソン組とのタッグマッチに変更となる。試合は大仁田がジャクソンから電流爆破バット攻撃で勝利。試合後には大仁田ともう1度シングルマッチを行うことを約束した（しかし、実現することなく、大仁田は2017年10月に引退したが、翌年にボランティアレスラーとして7度目の現役復帰している）。
2017年5月13日、「無茶フェス2017 in ビッグハット1」で大谷晋二郎とタッグを組み、TARU、ボブ・サップ組と対戦。サップのチョークスラムに敗れた。6月3日の「南牧村元気まつりマッチ2017」では藤波、LEONAとタッグを組み、百田光雄、長井満也、力組と対戦し、藤波が力から勝利。7月23日の「無茶フェス2017 in 栄村」では石橋葵とのダックで豊田真奈美、中野たむ組と対戦。豊田のジャパニーズ・オーシャン・クインビー・ボムで自らが敗れる。8月15日の「無茶フェス2017 in 上田」のメインイベントはUWFインターナショナル対平成維震軍となり、UWF側についた無茶は船木、藤原喜明とタッグを結成。越中詩郎、齋藤彰俊、AKIRA組と対戦したが、平成維震軍側のセコンドについていた青柳政司の介入などもあり、敗れた。9月2日のWRESTLE-1横浜文化体育館大会ではスペシャル6人タッグマッチで武藤敬司、鷹木信悟と「チーム甲信越」を結成し、藤波、丸藤正道、桜島なおき組と対戦。試合前の時点では「もしかしたら（無茶と桜島の）2選手の名前を初めて聞いた人も多かったかもしれない」と報道されるなど、ライターがまさかのカードに驚く気持ちを記述した記事もあった。大物レスラーに混じった無茶と桜島のインディー2人はコミカルな動きも交えた懸命な戦いでファンを沸かせ、最後は武藤が閃光魔術で桜島を仕留めた。試合後、武藤は無茶にかねてから自身が立てていた計画という全国のインディー団体を集めた“フェス”開催の指令を下した。

## 得意技
ダイビングエルボードロップ
みちのくドライバーII
スウィートチンミュージック

## 入場曲
- Wild Thing（X）

## タイトル歴
- SWF認定世界タッグ王座
- SGP無差別級王座
- BKF無差別級王座

## 政治活動
- 2013年10月、長野市議会議員補欠選挙に出馬したが1位の北沢てつやに2,253票差の2位で落選[24][25]。
- 2019年9月、長野市議会議員選挙に立候補し、候補者52名中トップの得票数（6,231票）で初当選[1][26]。覆面レスラーの地方議会議員としてはザ・グレート・サスケ（岩手県議会議員）、スペル・デルフィン（和泉市議会議員）、スカルリーパーA-ji（大分市議会議員）に次いで4人目である。
- 2023年4月9日に行われた長野県議会議員選挙・長野市上水内郡選挙区に立候補し、候補者17名中3位の得票数（10,806票）で初当選[27]。

## その他の活動
- 2011年、上田市発の、ご当地アイドルユニット「あっぷる学園」をプロデュースするなど幅広く活躍している[28]。
- 2013年2月27日、信州プロレスリングとアイスリボンが合同事業として信州ガールズを旗揚げした。
- 10月、この活躍が評価されて信濃毎日新聞の信毎選賞を受賞[29]。
- 2020年3月19日、信州ガールズのメンバーでいた山崎(現：山岸朱音)に経営権を譲渡し信州ガールズは法人化。プロレスだけでなくタレントやモデルを扱う芸能事務所に体制をブラッシュアップした。

## エピソード
- リングネームの由来は「人生無茶してるから」と言われているが定かではない。あながち間違いでもないので本人も否定していない。
- まれに試合に長男を参加させており、いつの間にか無茶と入れ替わることが多い。
- 菊タローがW★INGプロモーションの入門テストを受けた日にリング設置のアルバイトに行って同じ棺桶を運んでいた。ちなみに296とアイアンマン西田も同じ棺桶を運んでいた[30]。

## 映画出演
- タロット探偵ボブ西田（2016年2月27日） - マスクマン役[31]